# Maisnil-lès-Ruitz
Pour les articles homonymes, voir Mesnil.
Maisnil-lès-Ruitz [mɛnil lɛ ʁɥi] est une commune française située dans le département du Pas-de-Calais en région Hauts-de-France. Ses habitants sont appelés les Maisnilois. La commune est membre de la communauté d'agglomération de Béthune-Bruay, Artois-Lys Romane.
Depuis 2012, la valeur universelle et historique du bassin minier du Nord-Pas-de-Calais est reconnue et inscrite sur la liste du patrimoine mondial de l’UNESCO, parmi les 353 sites du bassin minier inscrits au patrimoine mondial de l’UNESCO, deux sites se trouvent dans la commune.

## Géographie

### Localisation
Localisée dans le sud-est du département du Pas-de-Calais, Maisnil-lès-Ruitz est une commune située, à vol d'oiseau, à 6 km au sud-ouest de la commune de Nœux-les-Mines (aire d'attraction) et à 9 km au sud de la commune de Béthune (chef-lieu d'arrondissement).
Le territoire de la commune est limitrophe de ceux de cinq communes.
Les communes limitrophes sont  Barlin, Fresnicourt-le-Dolmen, Houdain, Rebreuve-Ranchicourt et Ruitz.

### Géologie et relief
La superficie de la commune est de 5,16 km2 ; son altitude varie de 91  à   181 m.

### Hydrographie
Le territoire de la commune est situé dans le bassin Artois-Picardie.
Il est traversé par le Fossé des Sept, d'une longueur de 5,37 km, qui prend sa source dans la commune et se jette dans le Fossé de Barlin au niveau de la commune de Vaudricourt.

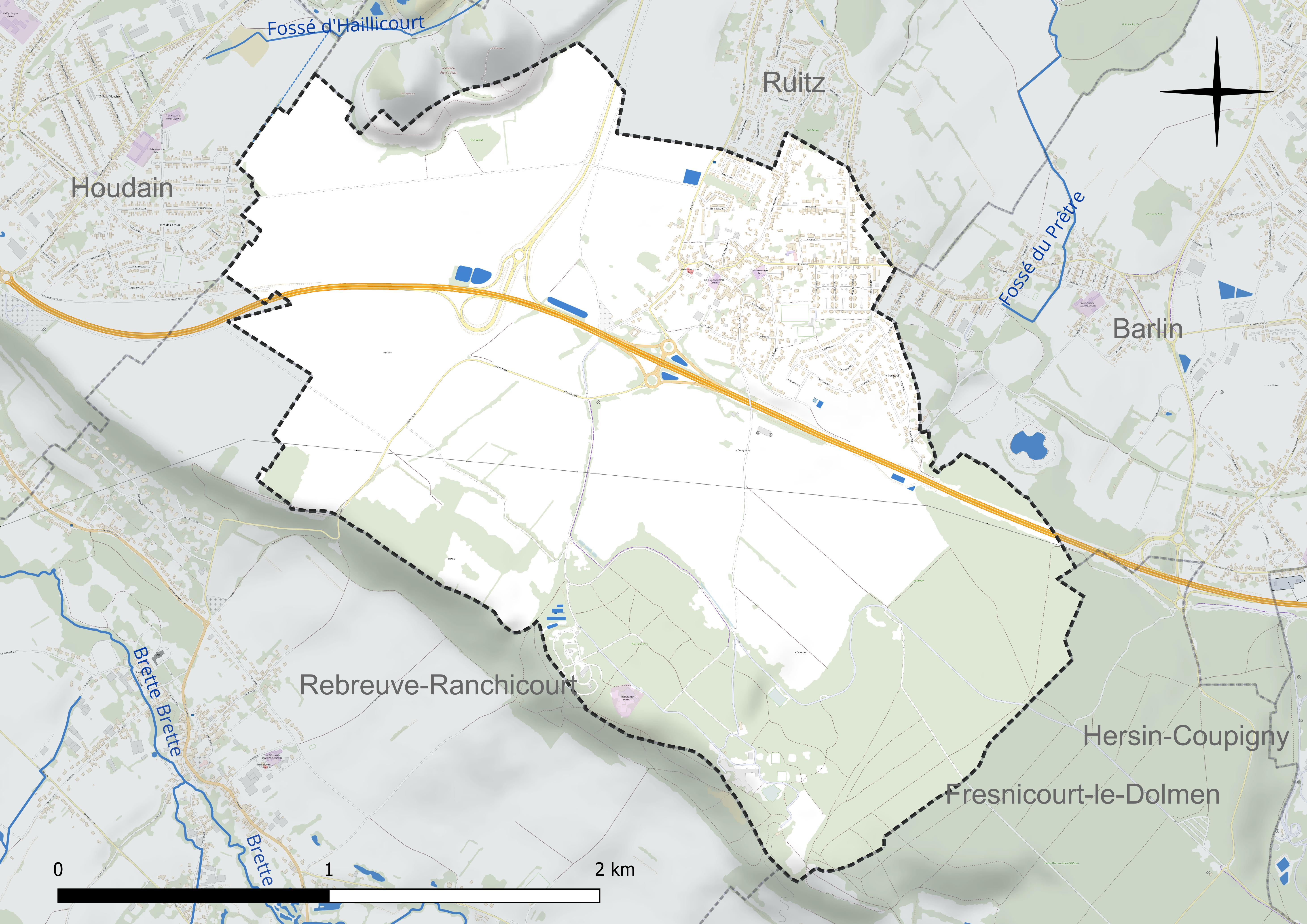
Réseau hydrographique de Maisnil-lès-Ruitz.

### Climat
Pour des articles plus généraux, voir Climat des Hauts-de-France et Climat du Pas-de-Calais.
En 2010, le climat de la commune est de type climat océanique altéré, selon une étude du CNRS s'appuyant sur une série de données couvrant la période 1971-2000. En 2020, Météo-France publie une typologie des climats de la France métropolitaine dans laquelle la commune est exposée à un climat océanique et est dans la région climatique Côtes de la Manche orientale, caractérisée par un faible ensoleillement (1 550 h/an) ; forte humidité de l’air (plus de 20 h/jour avec humidité relative > 80 % en hiver), vents forts fréquents.
Pour la période 1971-2000, la température annuelle moyenne est de 10,1 °C, avec une amplitude thermique annuelle de 13,6 °C. Le cumul annuel moyen de précipitations est de 1 019 mm, avec 12,9 jours de précipitations en janvier et 8,6 jours en juillet. Pour la période 1991-2020, la température moyenne annuelle observée sur la station météorologique la plus proche, située sur la commune de Lillers à 14 km à vol d'oiseau, est de 11,1 °C et le cumul annuel moyen de précipitations est de 731,5 mm,. Pour l'avenir, les paramètres climatiques de la commune estimés pour 2050 selon différents scénarios d'émission de gaz à effet de serre sont consultables sur un site dédié publié par Météo-France en novembre 2022.

### Milieux naturels et biodiversité

#### Zone naturelle d'intérêt écologique, faunistique et floristique
L’inventaire des zones naturelles d'intérêt écologique, faunistique et floristique (ZNIEFF) a pour objectif de réaliser une couverture des zones les plus intéressantes sur le plan écologique, essentiellement dans la perspective d’améliorer la connaissance du patrimoine naturel national et de fournir aux différents décideurs un outil d’aide à la prise en compte de l’environnement dans l’aménagement du territoire.
Le territoire communal comprend deux ZNIEFF de type 1 :
- le coteau et la forêt domaniale d'Olhain, d’une superficie de 614 ha et d'une altitude variant de 103  à   180 m. Cette ZNIEFF est située au niveau de la première ligne de crête de la partie nord des collines de l'Artois[11] ;
- le terril de Haillicourt et de Ruitz, d’une superficie de 157 ha et d'une altitude variant de 49  à   180 mètres. Ce site, qui est composé de deux terrils coniques jumeaux (terrils 2 et 3) de 180 m d’altitude, accueille une biodiversité importante en raison de nombreux habitats présents et a la particularité d'avoir des zones humides suspendues situées sur des terrasses[12].

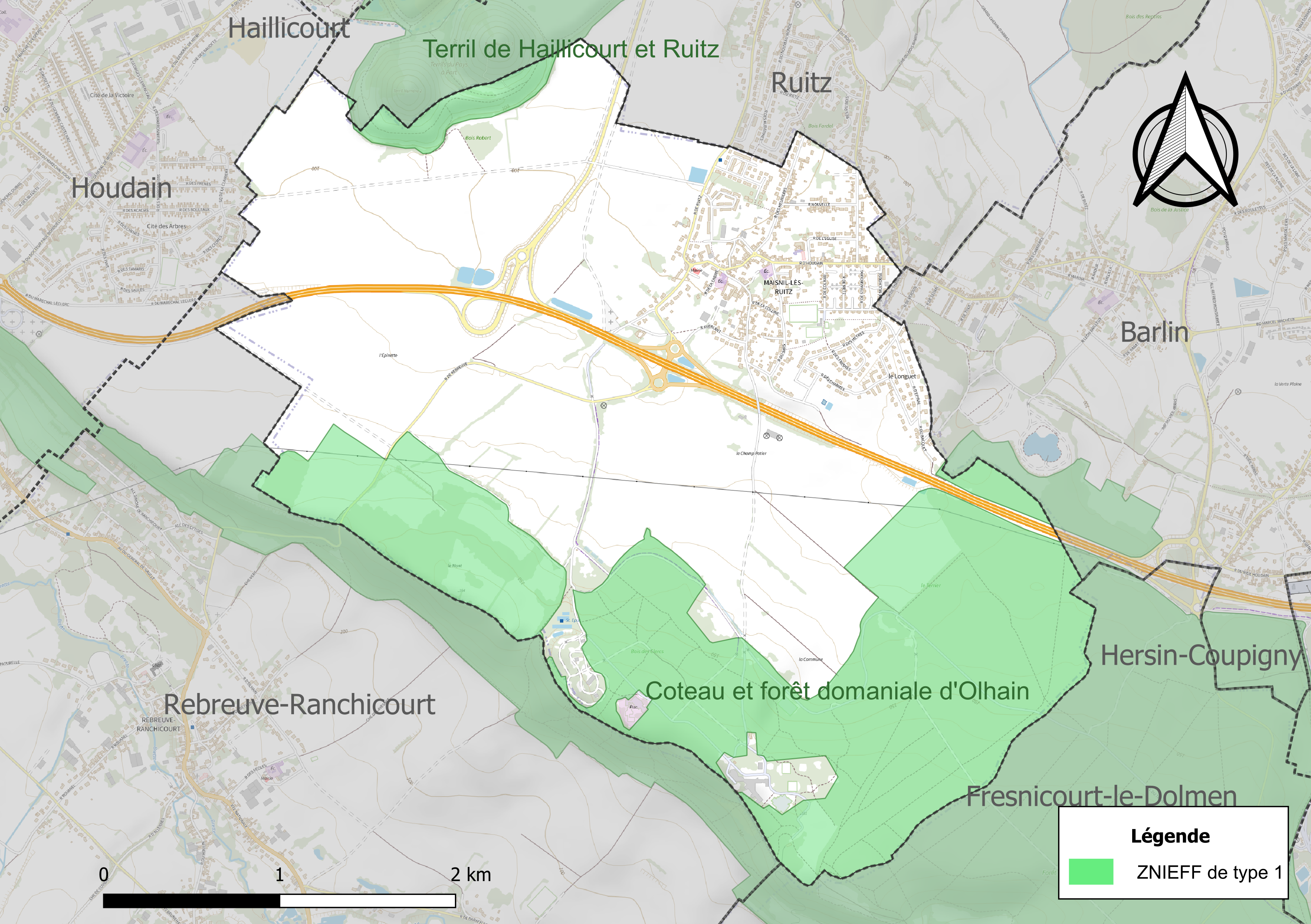
Carte des ZNIEFF sur la commune.

#### Espèces faunistiques et floristiques
L’Inventaire national du patrimoine naturel (INPN) recense plusieurs espèces faunistiques et floristiques sur le territoire de la commune dont certaines sont protégées et d’autres menacées et quasi-menacées.

## Urbanisme

### Typologie
Au 1er janvier 2024, Maisnil-lès-Ruitz est catégorisée ceinture urbaine, selon la nouvelle grille communale de densité à sept niveaux définie par l'Insee en 2022.
Elle appartient à l'unité urbaine de Béthune, une agglomération inter-départementale regroupant 94  communes, dont elle est une commune de la banlieue,,. Par ailleurs la commune fait partie de l'aire d'attraction de Nœux-les-Mines, dont elle est une commune du pôle principal,. Cette aire, qui regroupe 8 communes, est catégorisée dans les aires de moins de 50 000 habitants,.

### Occupation des sols
L'occupation des sols de la commune, telle qu'elle ressort de la base de données européenne d’occupation biophysique des sols Corine Land Cover (CLC), est marquée par l'importance des territoires agricoles (54,9 % en 2018), en diminution par rapport à 1990 (61,9 %). La répartition détaillée en 2018 est la suivante : 
terres arables (54,9 %), forêts (22,1 %), zones urbanisées (13,1 %), espaces verts artificialisés, non agricoles (5,2 %), zones industrielles ou commerciales et réseaux de communication (3 %), mines, décharges et chantiers (1,6 %). L'évolution de l’occupation des sols de la commune et de ses infrastructures peut être observée sur les différentes représentations cartographiques du territoire : la carte de Cassini (XVIIIe siècle), la carte d'état-major (1820-1866) et les cartes ou photos aériennes de l'IGN pour la période actuelle (1950 à aujourd'hui).

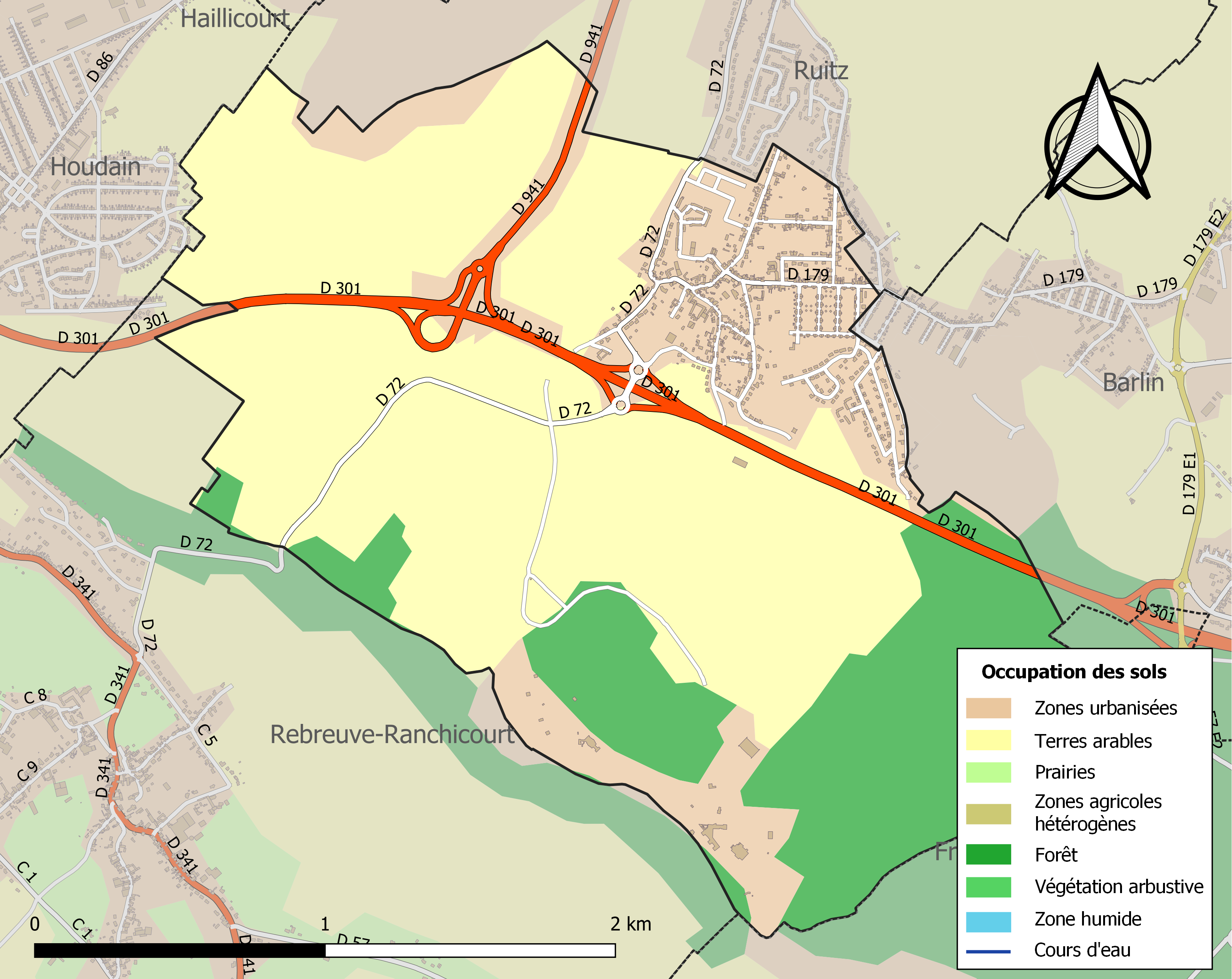
Carte des infrastructures et de l'occupation des sols de la commune en 2018 (CLC).

## Toponymie
Le nom de la localité est attesté sous les formes Le Maisnil (XIIe siècle) ; Maisnilium (1210) ; Maignil, Magnil (1329) ; Maisnil-lez-Ranchicourt (1517) ; Meisnil-lez-Ruyt (1518) ; Maisnil-lès-Ruich (1720) ; Maisnil-à-Caillaux (1739) ; Mesnil-Caillou (XVIIIe siècle) ; Maisnil les Ruit en 1793 ; Maisnil-lès-Ruitz depuis 1801..
Maisnil-lès-Ruitz fut appelée Mesnil-Caillou en référence à la structure de son sous-sol, composé de sédiments calcaires recouverts d'une couche d'argile compacte, ce qui est favorable à la formation de grès que l'on rencontre couramment sur les terres de la commune.
De l'oïl mesnil « habitation rurale , ferme , manoir ».

Le blason de la ville, évoqué pour la première fois en 1557, comporte une petite maison. Maisnil était à l'origine une ferme entourée de ses champs.
Le mot flamand Ruitz, qui nomme le village voisin, est issu de l'étymon rodium, du germanique ruda, riuti ( terme de défrichement ), qui signifie « terre sylvatica », « terre où fuit la forêt ».

## Histoire
Pendant la Première Guerre mondiale, des troupes françaises sont passées par Mainsil-lès-Ruitz, située en arrière du front de l'Artois, par exemple en juillet 1915 où des soldats ont pris leurs cantonnements sur la commune.

## Politique et administration

### Découpage territorial
La commune se trouve dans l'arrondissement de Béthune du département du Pas-de-Calais.

#### Commune et intercommunalités
La commune est membre de la communauté d'agglomération de Béthune-Bruay, Artois-Lys Romane qui regroupe 100 communes et compte 275 327 habitants en 2021.

#### Circonscriptions administratives
La commune est rattachée au canton de Bruay-la-Buissière.

#### Circonscriptions électorales
Pour l'élection des députés, la commune fait partie de la dixième circonscription du Pas-de-Calais.

### Élections municipales et communautaires

#### Liste des maires
| Période                                  | Période                    | Identité        | Étiquette     | Qualité |
| ---------------------------------------- | -------------------------- | --------------- | ------------- | ------- |
| Les données manquantes sont à compléter. |                            |                 |               |         |
| 1936                                     | 1939                       | Jules Caron     | SFIC puis PCF | mineur  |
| Les données manquantes sont à compléter. |                            |                 |               |         |
| 1947                                     | 1954 Démissionnaire        | Jules Caron     | SFIC puis PCF |         |
| Les données manquantes sont à compléter. |                            |                 |               |         |
| 1981                                     | 1989                       | Jacques Miniot, | PCF           |         |
| 23 mai 2020                              | En cours (au 22 août 2024) | Marcel Pruvost, |               |         |

## Équipements et services publics

### Espaces publics
Le parc départemental de nature et de loisirs d'Olhain, espace de nature, de loisirs et de tourisme est situé sur le territoire de Maisnil-les-Ruitz. Le parc partage avec Fresnicourt-le-Dolmen, une partie de la forêt domaniale d'Olhain, mais surtout elle accueille dans la zone du bois des Clercs le parc départemental d'Olhain, créé par le conseil général du Pas-de-Calais en 1973. Ce parc est situé au cœur du massif forestier d'Olhain, véritable îlot de nature préservé. Il permet également la pratique de la randonnée nature. 
Ouvert au public, il est chaque année, fréquenté par plus de 300 000 visiteurs en moyenne. Chaque année, le parc d'Olhain est la destination privilégiée pour l'accueil de structures de loisirs : recevoir les enfants des classes maternelles, recevoir des séjours scolaires et encadrer des activités physiques et sportives. Le parc d’Olhain est reconnu par la région Nord-Pas-de-Calais pour l’organisation des séjours «Immersion Nature». On y organise des séminaires ou formations pour les collaborateurs dans un cadre préservé de 200 hectares de forêt. Tout est réuni en un seul lieu : restauration, salles de réunion équipées (wifi) et de nombreuses activités et challenges.

### Enseignement
La commune est située dans l'académie de Lille et dépend, pour les vacances scolaires, de la zone B.
Elle administre l'école maternelle « Les Tilleuls » et l'école élémentaire « Les Érables ».

### Santé
La commune dispose d'une maison médicale : « Maisnil Santé », comprenant les services de podologie, masseur-kinésithérapeute, diététique, médecin, psychologue, sage-femme et infirmière.
Elle possède également une maison de retraite et un établissement d'hébergement pour personnes âgées dépendantes (Ehpad) public « Les Miosotys », ouvert en 2000 et disposant de 25 à 50 lits.

## Population et société

### Démographie
Les habitants sont appelés les Maisnilois.

#### Évolution démographique
L'évolution du nombre d'habitants est connue à travers les recensements de la population effectués dans la commune depuis 1793. Pour les communes de moins de 10 000 habitants, une enquête de recensement portant sur toute la population est réalisée tous les cinq ans, les populations de référence des années intermédiaires étant quant à elles estimées par interpolation ou extrapolation. Pour la commune, le premier recensement exhaustif entrant dans le cadre du nouveau dispositif a été réalisé en 2007.

En 2022, la commune comptait 1 685 habitants, en évolution de +1,81 % par rapport à 2016 (Pas-de-Calais : −0,72 %, France hors Mayotte : +2,11 %).
| 1793 | 1800 | 1806 | 1821 | 1831 | 1836 | 1841 | 1846 | 1851 |
| ---- | ---- | ---- | ---- | ---- | ---- | ---- | ---- | ---- |
| 238  | 205  | 249  | 294  | 317  | 300  | 308  | 341  | 307  |

| 1856 | 1861 | 1866 | 1872 | 1876 | 1881 | 1886 | 1891 | 1896 |
| ---- | ---- | ---- | ---- | ---- | ---- | ---- | ---- | ---- |
| 304  | 290  | 314  | 301  | 321  | 323  | 317  | 371  | 412  |

| 1901 | 1906 | 1911 | 1921  | 1926  | 1931  | 1936  | 1946  | 1954  |
| ---- | ---- | ---- | ----- | ----- | ----- | ----- | ----- | ----- |
| 433  | 547  | 963  | 1 079 | 1 040 | 1 028 | 1 030 | 1 057 | 1 179 |

| 1962  | 1968  | 1975  | 1982  | 1990  | 1999  | 2006  | 2007  | 2012  |
| ----- | ----- | ----- | ----- | ----- | ----- | ----- | ----- | ----- |
| 1 284 | 1 287 | 1 205 | 1 192 | 1 235 | 1 215 | 1 404 | 1 431 | 1 567 |

| 2017  | 2022  | - | - | - | - | - | - | - |
| ----- | ----- | - | - | - | - | - | - | - |
| 1 680 | 1 685 | - | - | - | - | - | - | - |

#### Pyramide des âges
En 2018, le taux de personnes d'un âge inférieur à 30 ans s'élève à 38,2 %, soit au-dessus de la moyenne départementale (36,7 %). À l'inverse, le taux de personnes d'âge supérieur à 60 ans est de 20,9 % la même année, alors qu'il est de 24,9 % au niveau départemental.
En 2018, la commune comptait 819 hommes pour 877 femmes, soit un taux de 51,71 % de femmes, légèrement supérieur au taux départemental (51,50 %).
Les pyramides des âges de la commune et du département s'établissent comme suit.
| Hommes | Classe d’âge | Femmes |
| ------ | ------------ | ------ |
| 0,6    | 90 ou +      | 1,4    |
| 5,3    | 75-89 ans    | 9,4    |
| 12,2   | 60-74 ans    | 12,7   |
| 19,7   | 45-59 ans    | 16,4   |
| 22,0   | 30-44 ans    | 23,7   |
| 16,3   | 15-29 ans    | 13,9   |
| 23,8   | 0-14 ans     | 22,5   |

| Hommes | Classe d’âge | Femmes |
| ------ | ------------ | ------ |
| 0,5    | 90 ou +      | 1,6    |
| 5,6    | 75-89 ans    | 8,9    |
| 16,7   | 60-74 ans    | 18,1   |
| 20,2   | 45-59 ans    | 19,2   |
| 18,9   | 30-44 ans    | 18,1   |
| 18,2   | 15-29 ans    | 16,2   |
| 19,9   | 0-14 ans     | 17,9   |

### Manifestations culturelles et festivités
À l'occasion d’Halloween le parc d'Olhain organise une fête où l’on peut venir déguisé. Des activités pour tous les âges sont proposées comme un château hanté, une course d'orientation « Monstres » (à partir de 4 ans) qui consiste à rechercher des monstres qui se sont échappés dans le Parc…, et aussi un atelier de maquillage pour les enfants et un stand photos pour garder un souvenir de cette journée. Les activités présentes toute l’année sont aussi de la partie : Luge 4 saisons, Parcours filets et Golf miniature. Cette fête est ouverte à tous et elle est gratuite.
À l'occasion des fêtes de fin d'année, le parc d'Olhain organise des activités pour les petits et les grands. Les activités de loisirs sont toujours présentes pour l’occasion. Une chasse au Yéti est proposée, ainsi que la balade du Père Noël. Une activité de sculpture sur glace est aussi au programme.

### Sports et loisirs
Avec la forêt domaniale, le parc d'Olhain représente 450 hectares de forêt et ses nombreux équipements sportifs et loisirs : tennis, piscine, golf, mini-golf, parcours aventure dans les arbres pour adultes et enfants, parcours permanents d'orientation, parcours tyroliennes dont une de 564 m de long, à partir du belvédère de 40 m de hauteur, l'aéro-jump, la marche sur sangle, le parc constitue une destination incontournable pour des loisirs actifs; luge 4 saisons pour des sensations fortes, le plus grand parcours de filet, l’incontournable des plus petits ‘’Le village enchanté’’ et pleins d’autres activités intéressantes,. Le département du Pas-de-Calais y organise une course à pied de 6 heures ou 24 heures où l'on peut courir en équipe ou en solo. Il s'agit d'une épreuve sportive en pleine nature ouverte aux coureurs, il faut être âgé d'au moins 16 ans. Il faut faire le maximum de tours 1 seul tour, vaut 2,5 km. En plus de ceux qui courent il y a d’autres activités, mais aussi d’autres courses pour les plus jeunes qui vont de moins de 11 ans jusqu'à 16 ans.

#### Jeux olympiques
Le 3 juillet 2024, le parc d'Olhain accueille la flamme olympique des Jeux olympiques d'été de 2024, officiellement appelés les Jeux de la XXXIIIe olympiade, qui se déroulent du 26 juillet au 11 août 2024 à Paris.

#### Football - US Maisnil
L'Union Sportive Maisniloise, couramment abrégé US Maisnil ou simplement USM, est un club fondé en 1927 a plus de 200 licenciés. Les couleurs du club sont le vert et le blanc.
Le stade s'appelle le Stade Municipal.

#### Randonnées
Aux terrils jumeaux d'Haillicourt (Les terrils du Pays à part), on peut accéder un l'un des deux terrils grâce à un petit chemin en face de la rue de Ruitz à Maisnil-lès-Ruitz. L'un des deux terrils comportent 470 marches jusqu'au sommet, ayant une vue imprenable sur les villes situées aux alentours.
Deux cônes massifs enracinés sur trois communes, Haillicourt, Maisnil-lès-Ruitz et Ruitz, près de Bruay-la-Buissière. Ces montagnes noires, formées des matières stériles remontées de la fosse no 6 de Bruay, sont nées en 1953 et 1964. Ils mesurent près de 115 mètres de hauteur.

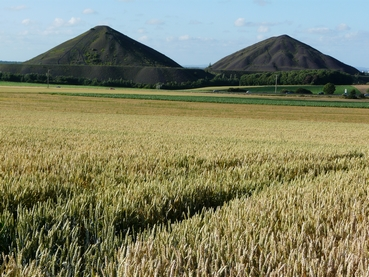
Les terrils jumeaux de la fosse 6, faisant partie du paysage maisnilois.

## Culture locale et patrimoine

### Lieux et monuments

#### Patrimoine mondial
Depuis le 30 juin 2012, la valeur universelle et historique du bassin minier du Nord-Pas-de-Calais est reconnue et inscrite sur la liste du patrimoine mondial de l’UNESCO. Parmi les 353 sites, répartis sur 109 lieux inclus dans le périmètre du bassin minier, le site no 91 est constitué de sa cité pavillonnaire no 7, à Barlin et Maisnil-lès-Ruitz ; le site no 100 de Maisnil-lès-Ruitz est composé des terrils coniques nos 2 et 3, respectivement dénommés 6 de Bruay Est et 6 de Bruay Ouest, à Ruitz et Maisnil-lès-Ruitz. Ils sont issus de l'exploitation de la fosse no 6 - 6 bis - 6 ter des mines de Bruay, sise à Haillicourt,.

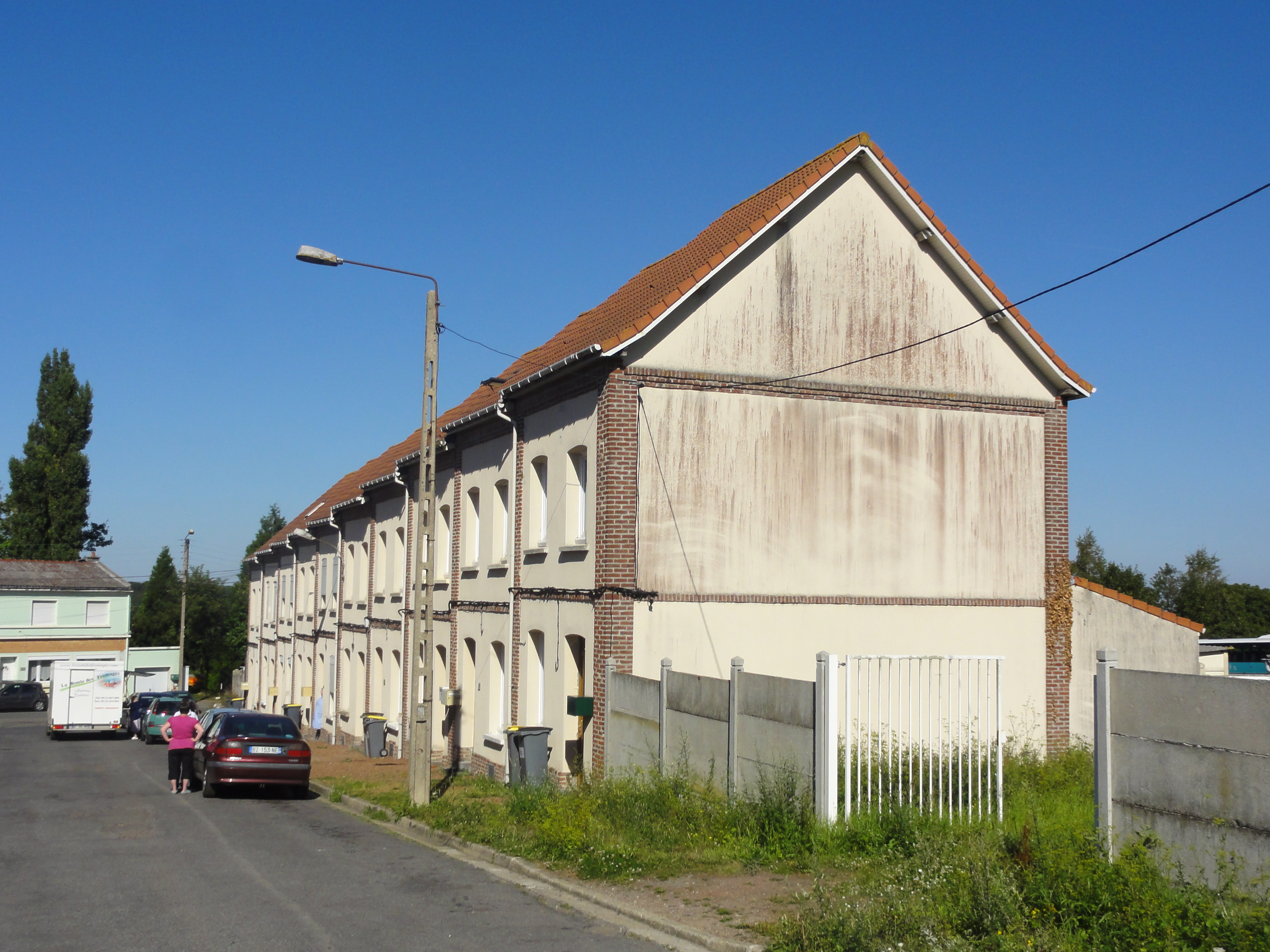
La cité pavillonnaire no 7.
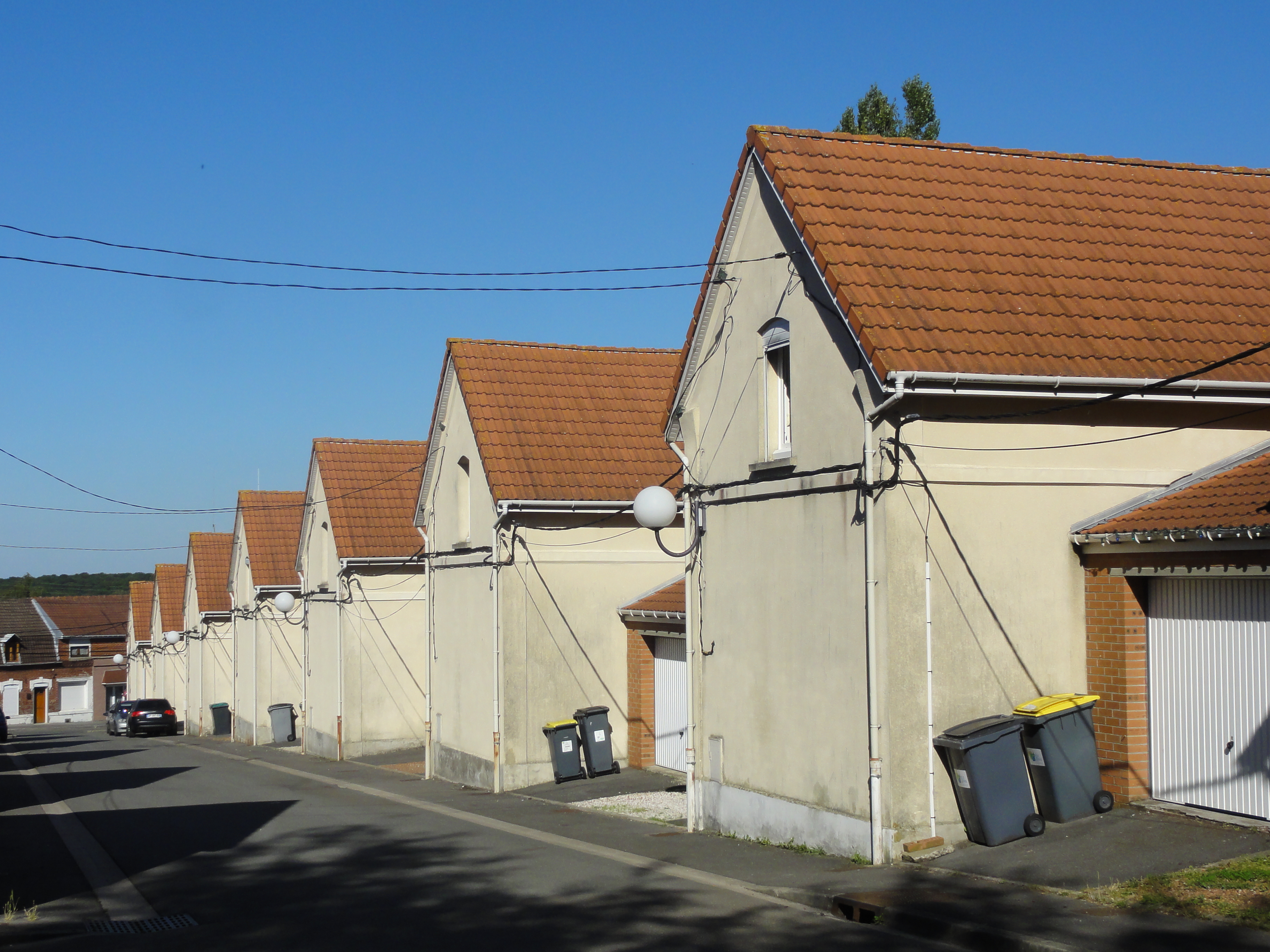
La cité pavillonnaire no 7.
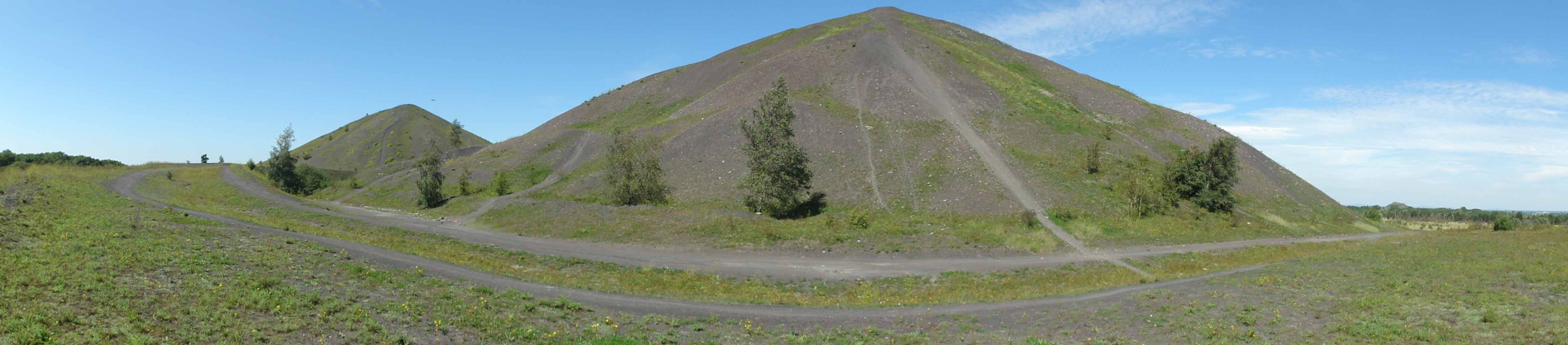
Les terrils nos 2 et 3.

#### Autres lieux et monuments
- L'église Saint-Sébastien : datant du XIXe siècle.
- Le monument aux morts : inauguré le 13 novembre 1927. Il est à la mémoire des 58 soldats et trois victimes de l'explosion d'un dépôt de munitions le 23 juin 1915, qui démolit l’église, fit de nombreux dégâts matériels aux habitations du village et causa la mort de trois habitants. Sur le marbre, sont gravés les noms des 58 enfants de Maisnil-lès-Ruitz, morts au champ d’honneur et des trois victimes civiles[47].
- Plusieurs fermes datant du XVIIIe siècle et du XIXe siècle, ainsi qu'un presbytère du XIXe siècle.
- Deux calvaires sont visibles à Maisnil : l'un érigé en 1897 dans le cimetière communal, offert par la famille Cayet-Coulon et restauré en 1933 et 1999 ; et l'autre, situé à la sortie du village en allant vers Ruitz, qui a été érigé par la famille Lepilliet lorsque tous ses enfants sont revenus vivants de la Seconde Guerre mondiale.
- Le parc départemental de nature et de loisirs d'Olhain.

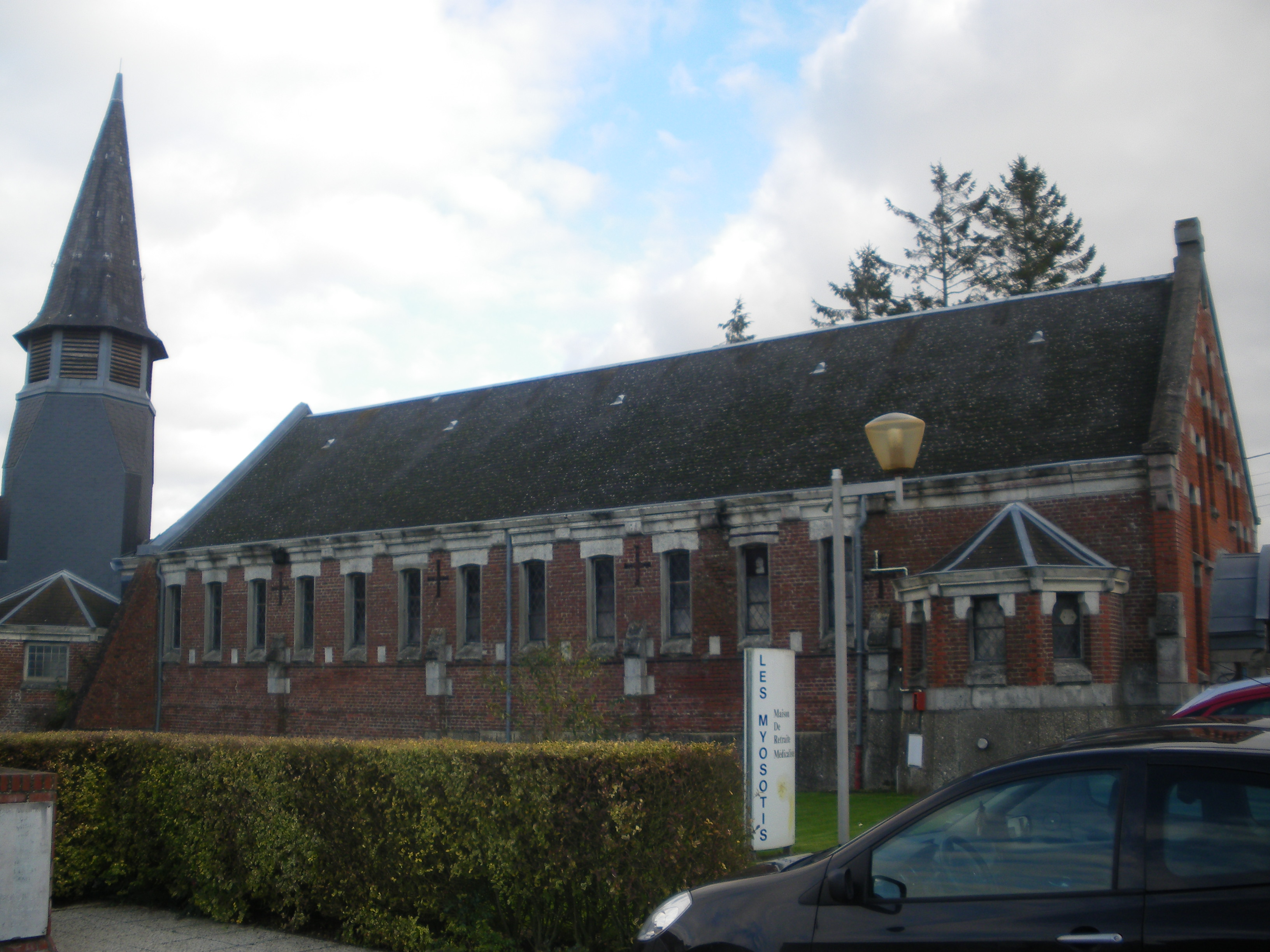
L'église Saint-Sébastien.
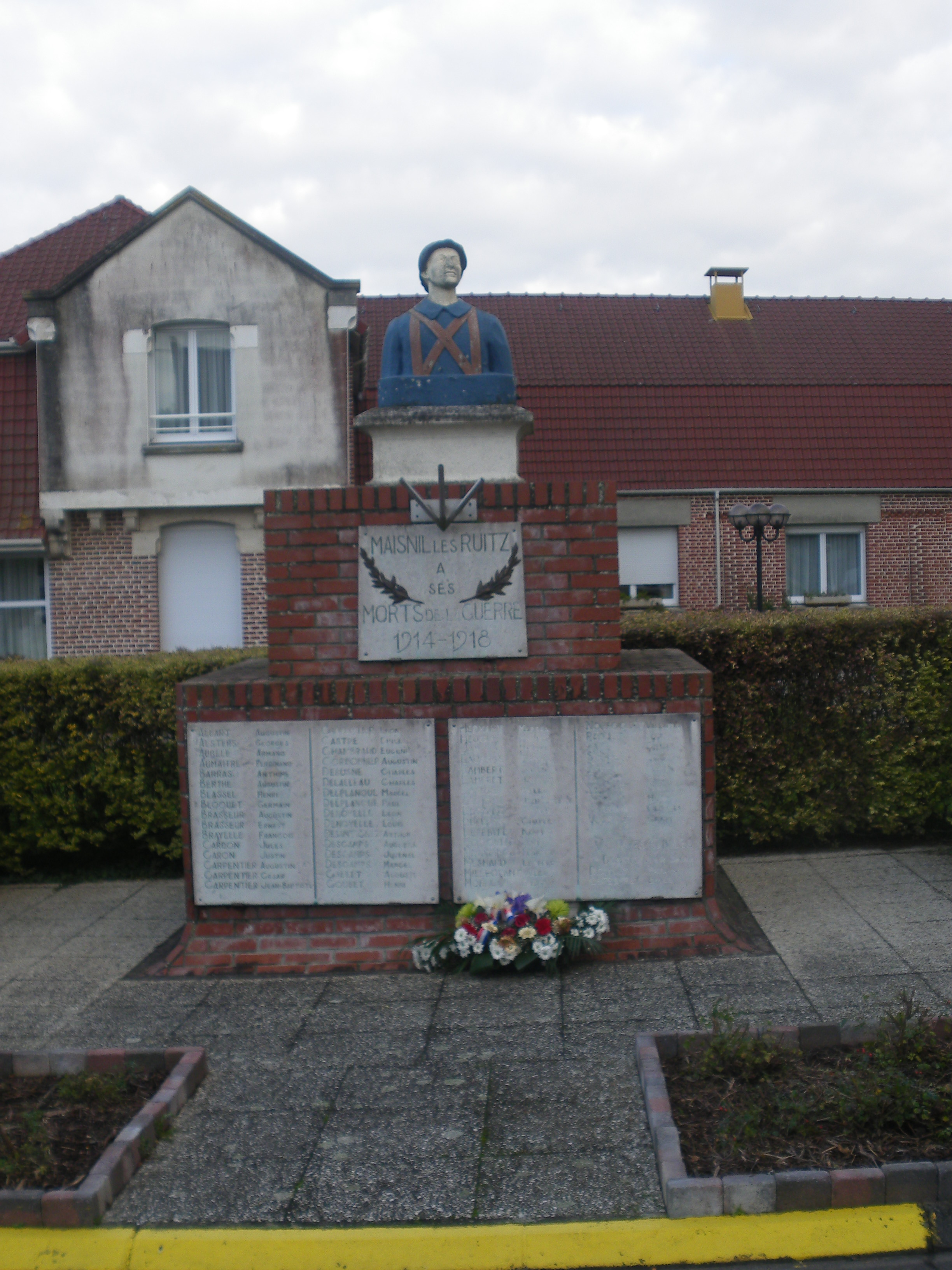
Le monument aux morts.

### Personnalités liées à la commune
- Jean-Michel Godart, né le 20 juillet 1953 à Maisnil-lès-Ruitz, est un ancien gardien de but français de football.

### Héraldique
| Blason de Maisnil-lès-Ruitz | Blason  | D'argent à la maison de sable ; au chef denché de sable. |
| Blason de Maisnil-lès-Ruitz | Détails | Le statut officiel du blason reste à déterminer.         |

## Pour approfondir

#### Bases de données, dictionnaires et encyclopédies
- Ressources relatives à la géographie :   - Insee (communes)
  - Ldh/EHESS/Cassini
- Ressource relative à plusieurs domaines :   - Annuaire du service public français
- Notices d'autorité :   - VIAF
  - IdRef